# Pietro Bonci Casuccini
Pietro Bonci Casuccini (Chiusi, 1757 – Chiusi, 1842) è stato un archeologo italiano.
A lui si deve una vasta collezione di reperti etruschi, conservati oggi al Museo Archeologico Regionale "Antonio Salinas" di Palermo, in Italia. La collezione nacque dagli scavi che il conte realizzò personalmente dal 1842 nei suoi possedimenti, che comprendevano anche l'antica città di Cleusie, oggi la moderna Chiusi, in provincia di Siena. Parte della raccolta di famiglia è anche al Museo Archeologico senese. Un'ultima parte dei reperti ritrovati si trova ancora nella villa di famiglia.
Qualche anno dopo la sua morte, nel 1865 il figlio Francesco vendette parte dei reperti al museo palermitano, dopo aver contattato altri enti museali, come il British Museum di Londra.